# Machlolophus holsti
Machlolophus holsti е вид птица от семейство Paridae. Видът е почти застрашен от изчезване.

## Разпространение
Видът е разпространен в Китай.